# Stroopvet
Stroopvet is broodbeleg gemaakt van vet en bietenstroop.
Tot ongeveer 1960 was het een veel gebruikt broodsmeersel voor mensen die zware lichamelijke arbeid verrichtten, met name op het platteland. Het werd thuis gemaakt van twee delen spekvet of reuzel, een deel stroop en wat zout. Een minder bekend recept bestaat uit een deel reuzel en een deel appelstroop. Stroopvet smaakt volgens liefhebbers het best op een snee nog warm tarwebrood.